# Westerfilde
Westerfilde ist der Statistische Bezirk 96 und zugleich ein Stadtteil im Nordwesten der kreisfreien Großstadt Dortmund. Er gehört zum Stadtbezirk Mengede.

## Geographie
Westerfilde liegt etwa 7 Kilometer nordwestlich der Dortmunder Innenstadt. Geographisch grenzt sich die Westerfilder Wohnbebauung, mit Ausnahme des nördlichen Übergangs nach Bodelschwingh, klar von seinen Nachbarstadtteilen ab. Westlich des Siedlungsbereichs verläuft die Bundesautobahn 45, die hier einen Teil des Dortmunder Autobahnrings darstellt.
Der Ort ist in weiten Teilen durch größere Mehrfamilien- und Hochhaussiedlungen geprägt. Im südlichen Bereich Westerfildes und am westlichen Ortsrand befinden sich hingegen überwiegend Ein- und Zweifamilienhäuser.

## Geschichte
Westerfilde wurde erstmals vor und um 1220 als Westerviltte in den Vogteirollen des Stifts Essen erwähnt. 1253 werden ein Ludolfus de Westervilte, 1276 ein Adolphus de Westervilte und 1406 ein Hinse van Westervilte im Dortmunder Urkundenbuch genannt. 1384 und 1386 Westervilte in Urkunden des Klosters Clarenberg erwähnt. Um 1600 erscheint erstmals der heutige Ortsname Westerfilde.
Die Deutung des Ortsnamens bleibt unklar. Es könnte sich bei dem Grundwort um eine ursprünglich selbstständige Stellenbezeichnung handeln, die später um ein Bestimmungswort erweitert wurde, um ihre Lage westlich von etwas zu bezeichnen.
Im 19. Jahrhundert war Westerfilde eine Landgemeinde im Landkreis Dortmund und Amt Castrop. 1885 hatte die Gemeinde (plus 2 Wohnplätze) eine Fläche von 2,70 km², davon 125 ha Ackerland, 31 ha Wiesen und 71 ha Holzungen. Es gab 51 Wohngebäude mit 85 Haushaltungen und 541 Einwohner.
Bis zum Beginn des Industriezeitalters, das in Westerfilde mit dem Abteufen der Zeche Westhausen im Jahr 1873 begann, sind die naheliegenden Schlösser Haus Westhusen und Haus Bodelschwingh erwähnenswert. Die heute noch erhaltenen Gebäude der Zeche Westhausen zählen zu den architektonisch bedeutsamsten im gesamten Ruhrgebiet und sind ein wichtiger Bestandteil der Route der Industriekultur.
Am 1. April 1928 wurde Westerfilde nach Dortmund eingemeindet.
Heute gehört Westerfilde aufgrund von hoher Arbeitslosigkeit und eines relativ geringen Durchschnittseinkommens zu den 13 sozial-benachteiligten Stadtteilen Dortmunds. Insbesondere die in den 1970er Jahren entstandene „Großwohnsiedlung Speckestraße“ galt lange Zeit als sozialer Brennpunkt. Mittlerweile begannen die neuen Eigentümer, dem Renovierungsstau der Siedlung durch umfangreiche Modernisierungen entgegenzuwirken.

## Bevölkerung
Struktur der Westerfilder Bevölkerung:
- Bevölkerungsanteil der unter 18-Jährigen: 20,6 % [Dortmunder Durchschnitt: 16,2 % (2018)][5]
- Bevölkerungsanteil der mindestens 65-Jährigen: 18,6 % [Dortmunder Durchschnitt: 20,2 % (2018)][6]
- Ausländeranteil: 27,8 % [Dortmunder Durchschnitt: 22,3 % (2024)][7]
- Arbeitslosenquote: 16,5 % [Dortmunder Durchschnitt: 11,0 % (2017)][8]

Das durchschnittliche Einkommen in Westerfilde liegt etwa 15 % unter dem Dortmunder Durchschnitt.

### Bevölkerungsentwicklung
| Jahr      | 1987 | 2003 | 2008 | 2013 | 2016 | 2018 | 2020 | 2022 | 2024 |
| --------- | ---- | ---- | ---- | ---- | ---- | ---- | ---- | ---- | ---- |
| Einwohner | 7540 | 7151 | 6397 | 6775 | 7073 | 6901 | 7014 | 6985 | 6965 |

Im Stadtteil befindet sich westlich der Bundesautobahn 45 der bekannte Biergarten Tante Amanda.
Sportlicher Bestandteil der Geschichte Westerfildes ist der Sportverein Germania Westerfilde-Bodelschwingh. Die Fußballabteilung spielt in der Kreisliga A in Dortmund.

## Öffentlicher Nahverkehr

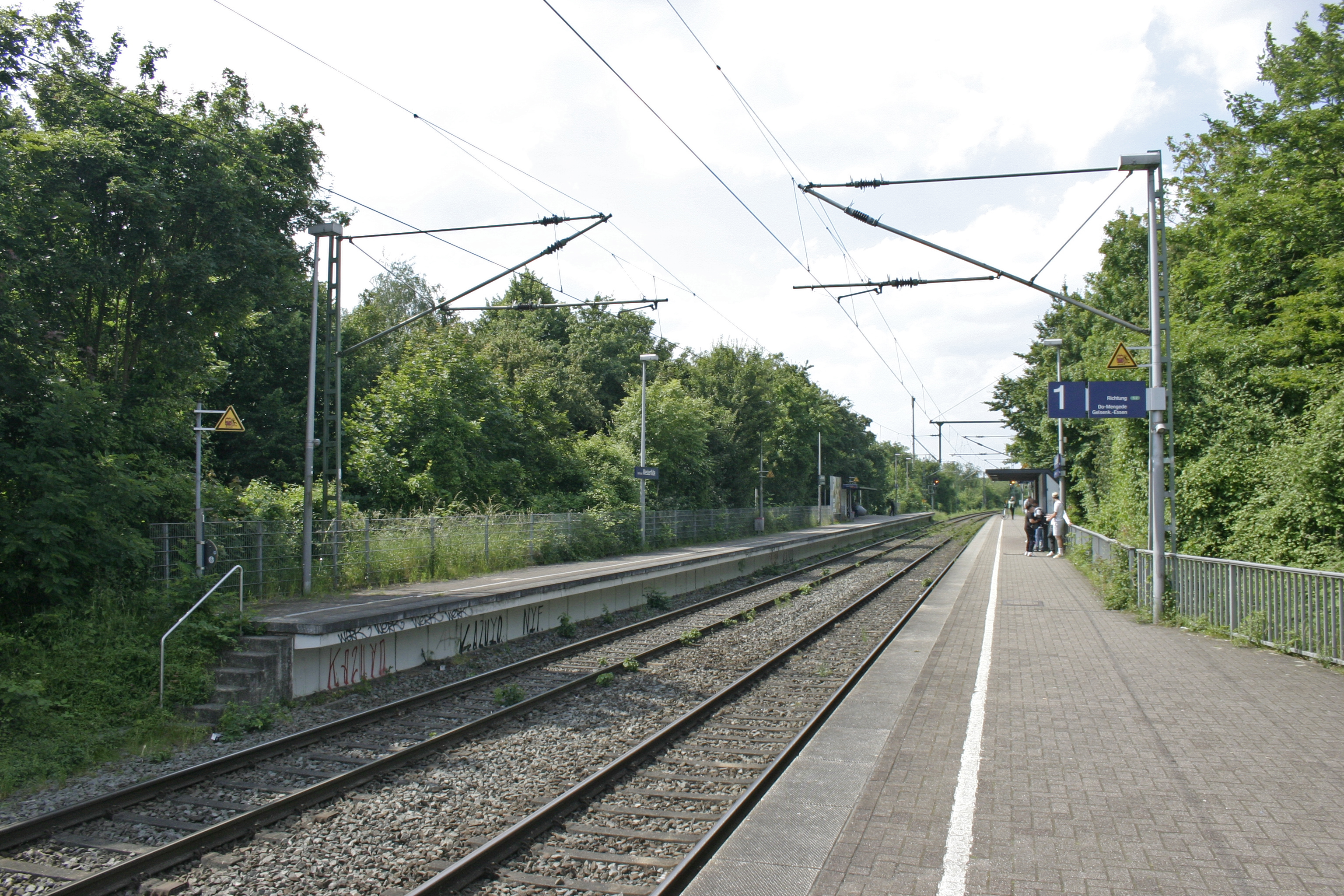
S-Bahnhof Dortmund-Westerfilde, 2024

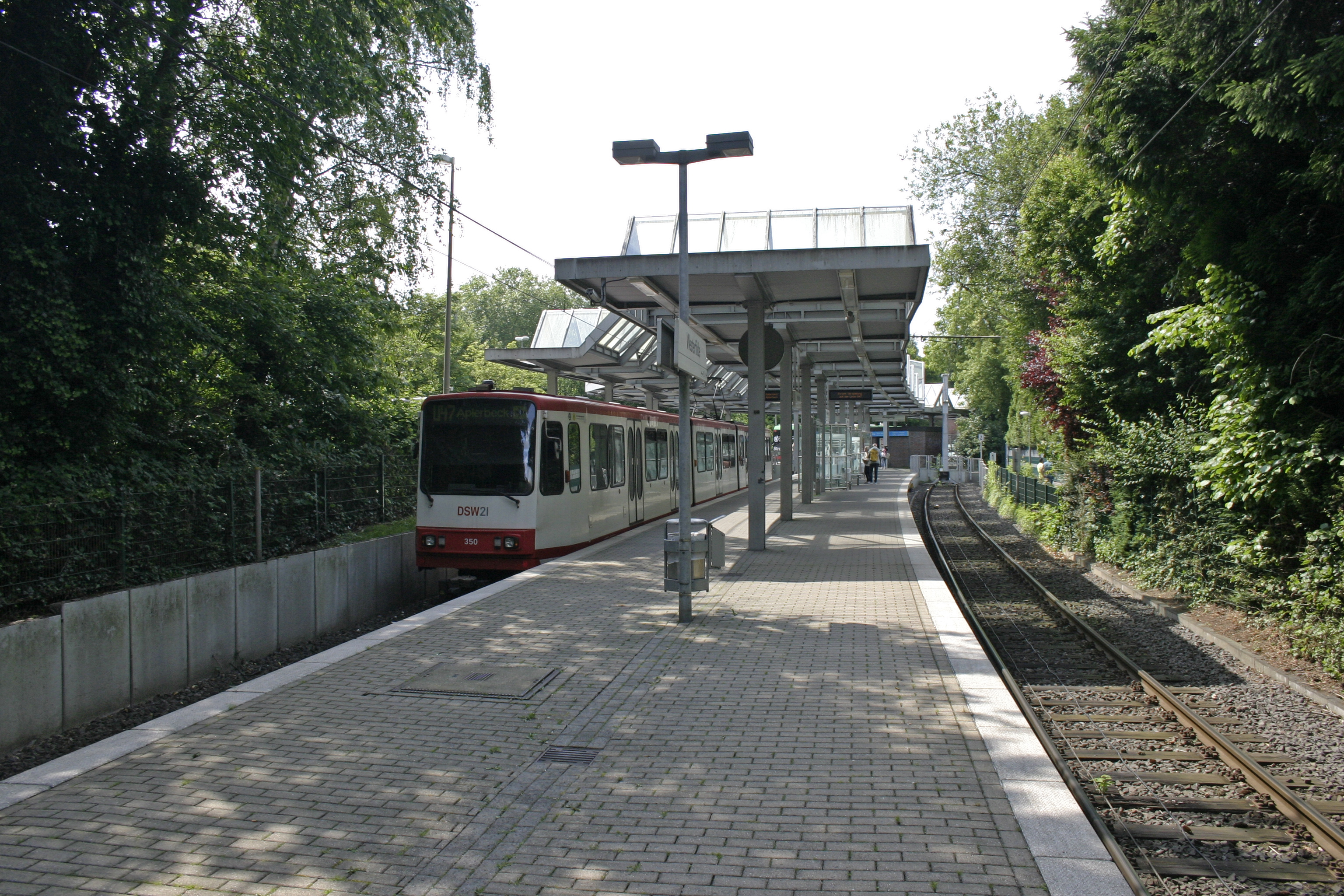
Stadtbahnhaltestelle Westerfilde, 2024

Knotenpunkt des öffentlichen Nahverkehrs ist der S-Bahnhof Dortmund-Westerfilde. Dieser liegt an der Strecke Welver–Sterkrade und wird von der Linie S2 der S-Bahn Rhein-Ruhr bedient, welche den Stadtteil sowohl mit der Dortmunder Innenstadt, als auch mit den Städten Castrop-Rauxel, Herne, Recklinghausen, Gelsenkirchen und Essen verbindet. Darüber hinaus besteht die Umsteigemöglichkeit zur Stadtbahn Linie U47 nach Aplerbeck. Sämtliche durch den Stadtteil verkehrenden Buslinien bedienen ebenfalls den Bahnhof.